# إليوت وارد
إليوت وارد (بالإنجليزية: Elliott Ward) مواليد 19 يناير 1985 في هارو، لندن، ميدلسكس، إنجلترا، هو لاعب كرة قدم إنجليزي. يلعب كمدافع.

## مرحلة الشباب

### أندية لعب لها
- وست هام يونايتد

## المسيرة الاحترافية

### أندية لعب لها
- وست هام يونايتد
- كوفنتري سيتي
- نورويتش سيتي
- نادي بورنموث

## روابط خارجية
- إليوت وارد على موقع قاعدة بيانات كرة القدم.إي يو (الإنجليزية)
- إليوت وارد على موقع Soccerbase.com (لاعب) (الإنجليزية)
- إليوت وارد على موقع Soccerway.com (الإنجليزية)
- إليوت وارد على موقع عالم كرة القدم.نت (الإنجليزية)
- إليوت وارد على موقع AS.com (الإسبانية)